# 佐野裕見
佐野 裕見（さの ひろみ）は、日本のフィギュアスケート選手（女子シングル）。埼玉県出身。明治大学卒業。選手時代は新松戸DLLアカデミーに所属していた。1996年全日本フィギュアスケート選手権3位。現在は2014年にオープンした埼玉アイスアリーナでフィギュアスケート教室のコーチをしている。

## 経歴
1996-97シーズン、全日本選手権に出場し伊藤みどり、横谷花絵に続き3位に入る。1997年の国民体育大会では埼玉県代表として出場し、成年女子で優勝する。
1997-98シーズン、スパルカッセン杯で11位、全日本選手権では5位となる。ユニバーシアードでは4位に入った。

## 主な戦績
| 大会/年          | 1995-96 | 1996-97 |
| ---------------- | ------- | ------- |
| 全日本選手権     | 3       | 5       |
| スパルカッセン杯 |         | 11      |
| ユニバーシアード |         | 4       |
| 国民体育大会     | 1       |         |